# 애서티그섬

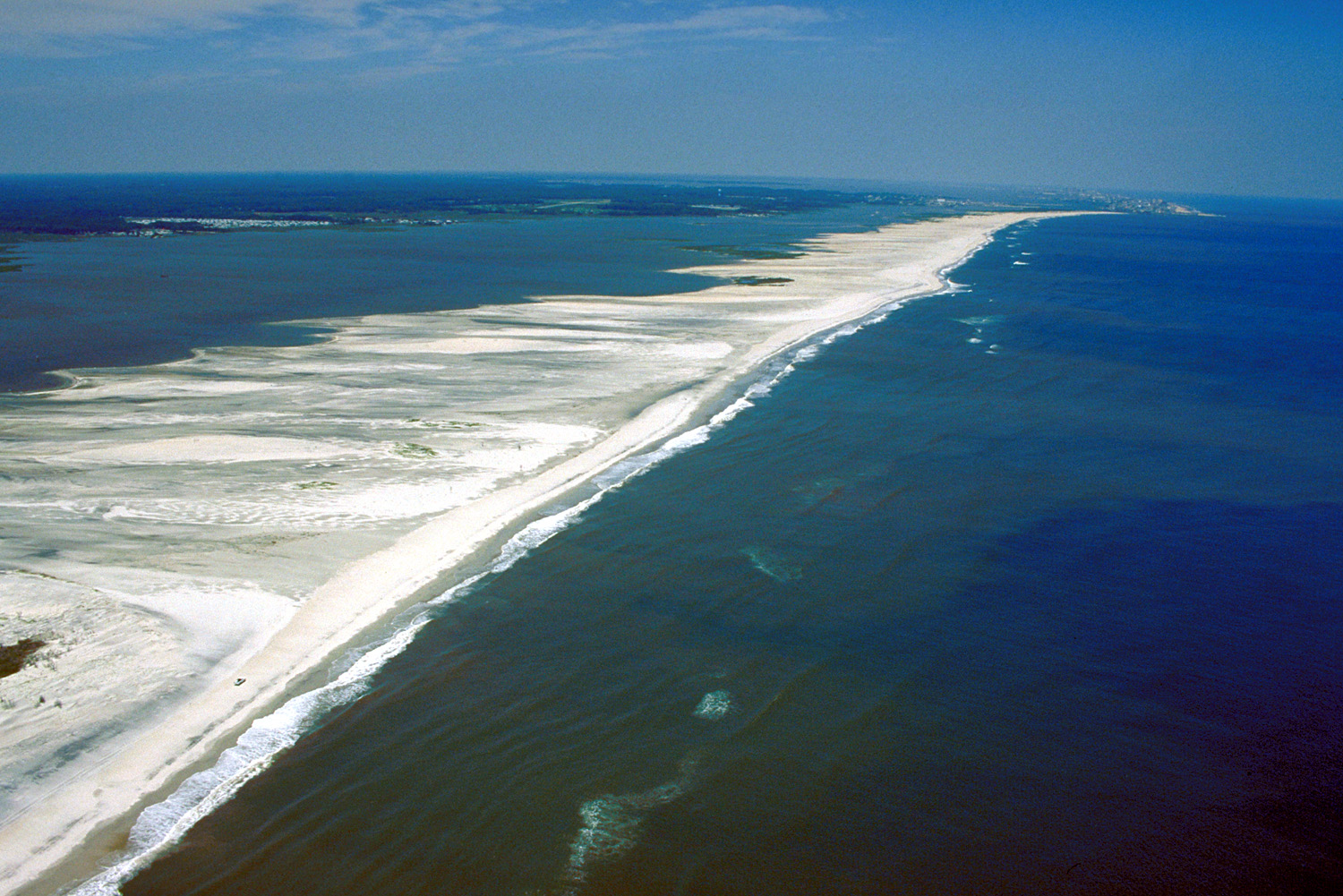
북쪽 방향으로 바라본 애서티그 섬의 모습. 사진의 제일 위쪽에 보이는 도시는 메릴랜드주 오션시티이다.

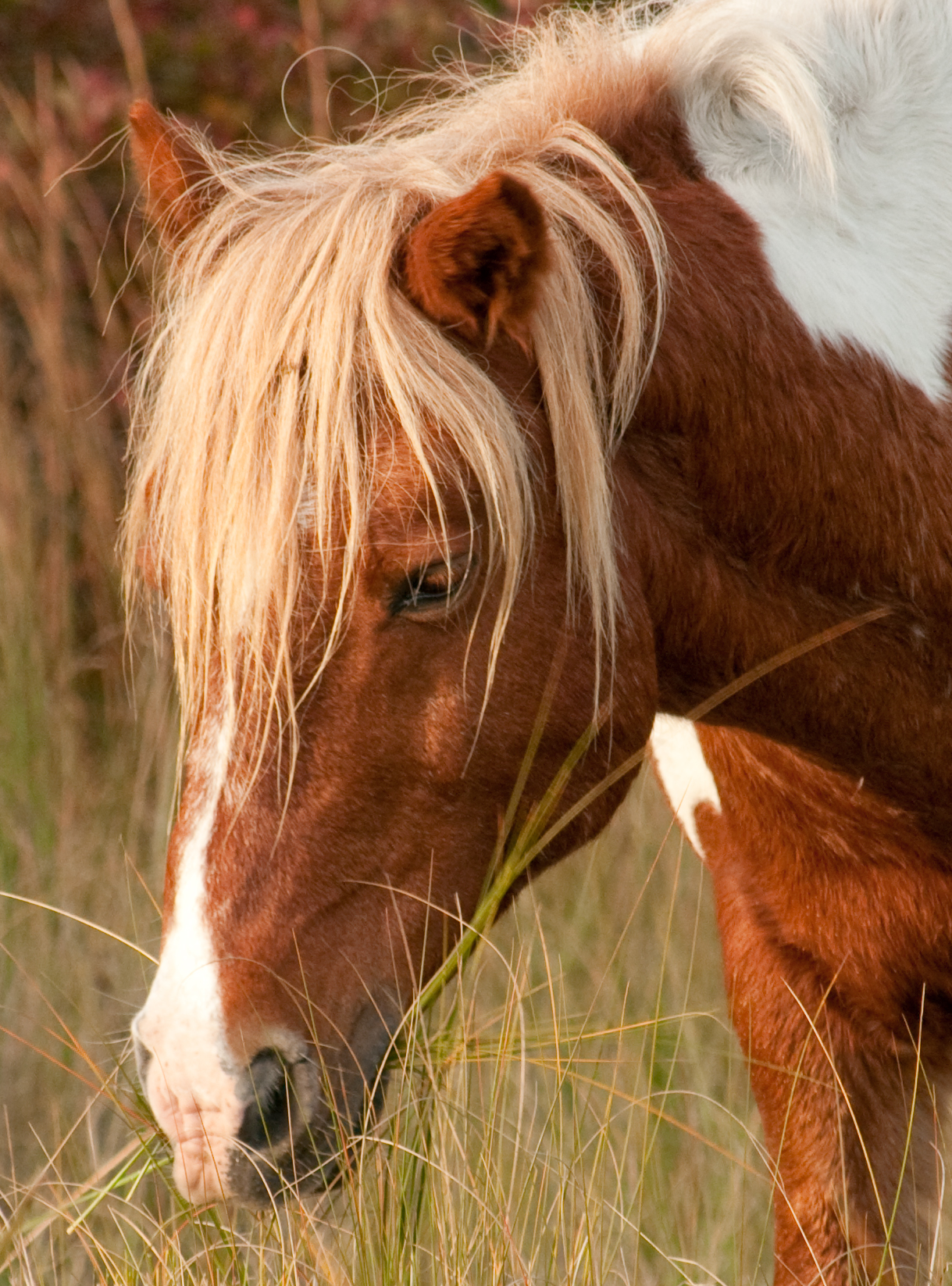
애서티그 야생마 수컷

애서티그섬(Assateague Island)은 미국 델마바반도 동부 연안에 위치한 길이 60 km의 평행사도이다. 섬 전체 면적의 3분의 2는 메릴랜드주에 속하며, 나머지 3분의 1에 해당하는 부분은 행정구역 상 버지니아주에 속한다. 메릴랜드 주에 속하는 지역은 애서티그 섬 국립 해안공원(Assateague Island National Seashore)의 대부분과 애서티그 주립공원(Assateague State Park)를 포함하고 있으며, 버지니아 주에 속하는 지역에는 친코티그 국립 야생보호지역(Chincoteague National Wildlife Refuge)과 애서티그 섬 국립 해안공원의 일부분이 속해있다. 이곳은 야생마 무리와 천연 해변 그리고 애서티그 등대로 유명하다. 섬은 또한 수많은 늪지와 만 그리고 톰즈 후미(Toms Cove)로 대표되는 후미 등을 포함하고 있다. 다리를 통해 메릴랜드 주와 버지니아주 모두에서 섬으로의 접근이 가능하지만, 섬 전역을 관통하는 도로는 개설되어 있지 않다.

## 역사
모든 평행사도가 그렇듯이 애서티그 섬 또한 지난 시간동안 그 형태가 변화하여 왔으며, 이러한 평행사도의 모양은 조간대에서의 모래의 유동형태에 따라 결정된다. 한 때, 애서티그 섬은 오션시티가 위치한 펜윅 섬(Fenwick Island)의 가장 낮은 지점과 연결되어 있었다. 하지만 1933년 8월에 강타한 허리케인으로 인해 오션시티의 남부와 애서티그 섬 사이에 작은 만이 생겨나게 되었다. 이후, 1933년부터 1935년 사이에 항해로의 확보 목적으로 영구적인 인공 방파제가 건설되고, 그 결과 섬은 상당 부분 왼쪽으로 밀려나고 두 섬 사이의 거리는 오늘날 1 km 이상 떨어지게 되었다. 이러한 조치는 오션시티에게 더 넓은 해변과 수산업에 있어서 이익을 가져다 주었지만, 애서티그 섬의 침식 문제를 야기하기도 하였다.

## 공원과 야생보호지역

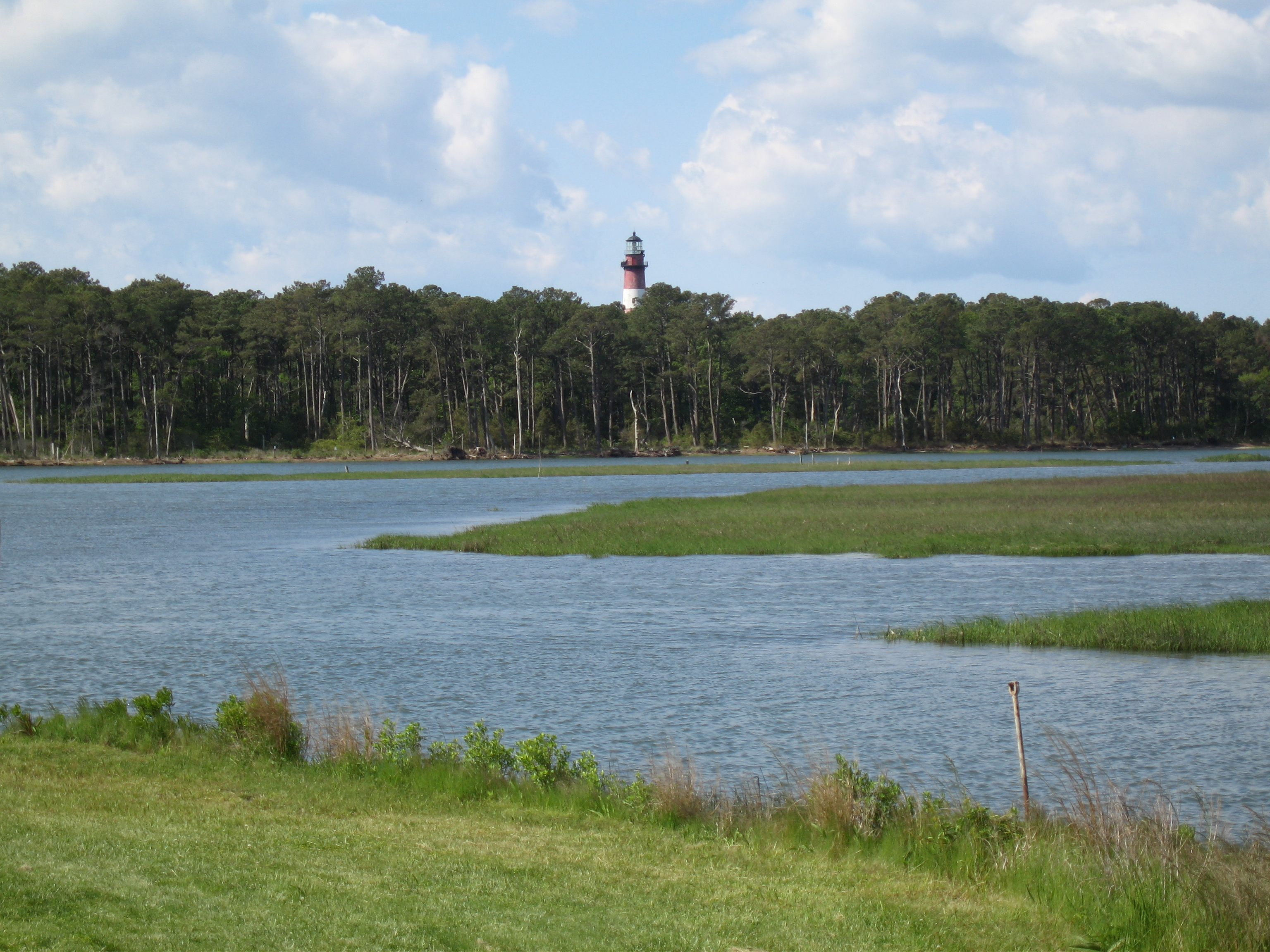
친코티그 국립 야생보호지역과 애서티그 등대

섬 전역은 각각 미국 국립공원관리청, 메릴랜드 주립공원을 관리하는 메릴랜드주 자연자원국, 미국 어류 및 야생동물관리국의 관할하에 있다. 메릴랜드 주와 버지니아 주의 경계선 이북에 있는 지역의 경우 소수의 애서티그 주립공원 지역을 제외하고는 애서티그 섬 국립 해안공원에 속하며 1965년에 평행사도와 이를 둘러싼 수면 및 서식지 보호를 위해 지정되었다. 주경계선 이남 버지니아주 영역은 1943년에 눈기러기를 비롯한 철새 서식지 보호를 목적으로 친코디그 국립 야생보호지역으로 지정되었다.